# Robot social

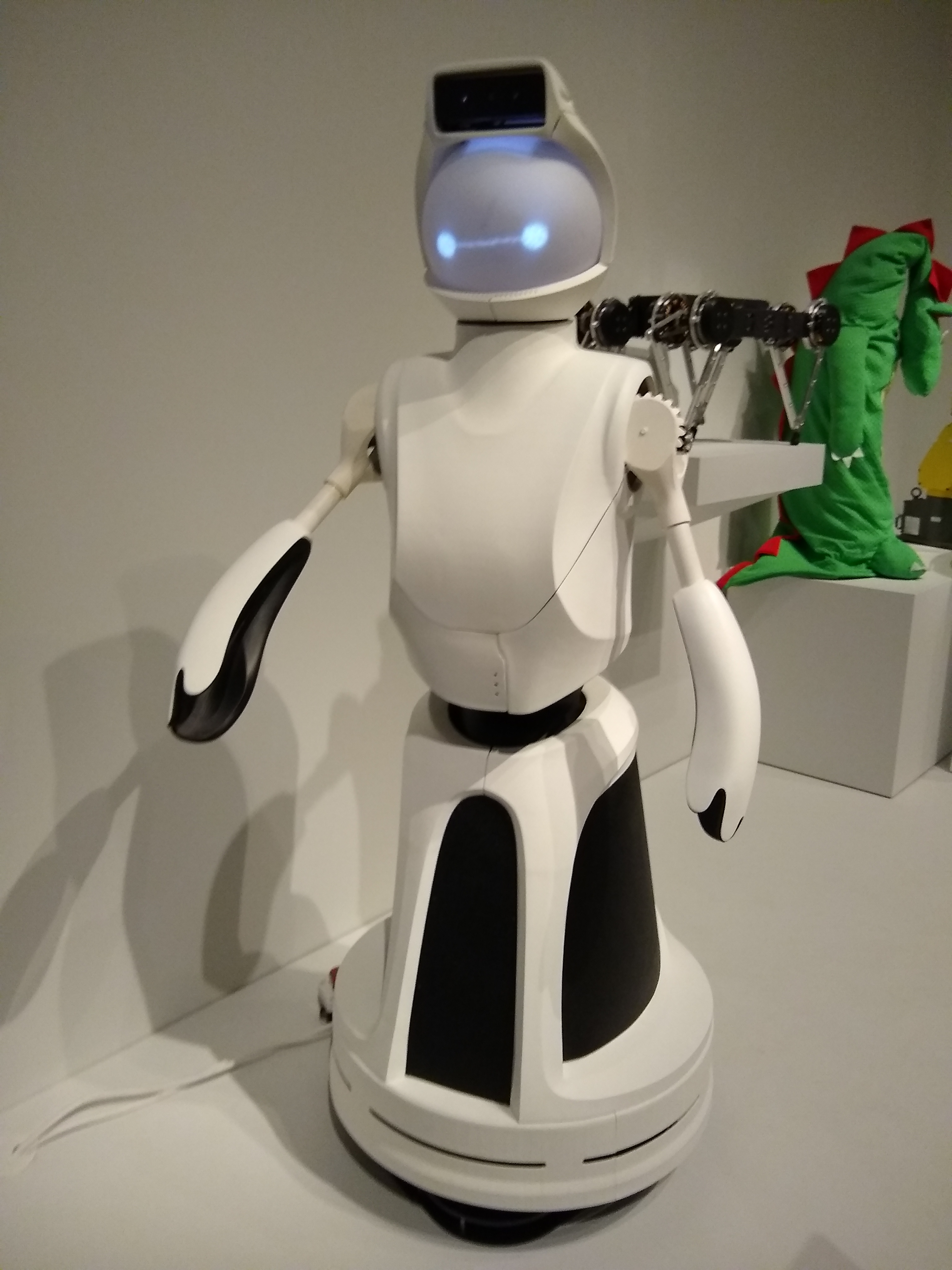
Quori, una plataforma de robot socialmente interactiva para estudiar la interacción humano-robot, Laboratorio de cinemática inmersiva

Un robot social es un robot autónomo que interactúa y se comunica con humanos u otros agentes físicos autónomos siguiendo comportamientos sociales y reglas asociadas a su función. Al igual que otros tipos de robots, un robot social tiene un cuerpo físico (los avatares o los personajes sociales sintéticos en pantalla no son corpóreos y, por lo tanto, son distintos). Algunos agentes sociales sintéticos están diseñados con una pantalla para representar una cabeza o 'cara' para comunicarse dinámicamente con los usuarios. En estos casos, el estatus de robot social depende de la forma del "cuerpo" del agente social; si el cuerpo tiene y utiliza algunos motores físicos y capacidades sensoriales, entonces el sistema podría considerarse un robot.

## Antecedentes
Si bien a menudo se ha descrito que los robots poseen cualidades sociales (véanse, por ejemplo, las tortugas desarrolladas por William Gray Walter en la década de 1950), la robótica social es una rama bastante reciente de la robótica. Desde principios de la década de 1990, los investigadores en inteligencia artificial y robótica han desarrollado robots que se involucran explícitamente a nivel social. Investigadores notables incluyen Cynthia Breazeal, Tony Belpaeme, Aude Billard, Kerstin Dautenhahn, Yiannis Demiris, Hiroshi Ishiguro, Maja Mataric, Javier Movellan, Brian Scassellati y Dean Weber .
El diseño de un robot social autónomo es particularmente desafiante, ya que el robot necesita interpretar correctamente la acción de las personas y responder de manera adecuada, lo que actualmente aún no es posible. Además, las personas que interactúan con un robot social pueden tener expectativas muy altas de sus capacidades, basadas en representaciones de ciencia ficción de robots sociales avanzados. Como tal, muchos robots sociales se controlan parcial o totalmente a distancia para simular capacidades avanzadas. Este método de controlar (a menudo de forma encubierta) un robot social se conoce como El Turco o el experimento Mago de Oz, en honor al personaje del libro de L. Frank Baum. Los estudios del experimento Mago de Oz son útiles en la investigación de robótica social para evaluar cómo responden las personas a los robots sociales.

## Definición
Un robot se define en el Estándar Internacional de Organización como un manipulador reprogramable y multifuncional diseñado para mover materiales, piezas, herramientas o dispositivos especializados a través de movimientos programados variables para el desempeño de una variedad de tareas. Como un subconjunto de los robots, los robots sociales realizan algunos o todos estos procesos en el contexto de una interacción social. Interactúan socialmente con los humanos o evocan respuestas sociales de ellos. La naturaleza de las interacciones sociales es irrelevante y puede variar desde tareas de apoyo relativamente simples, como pasar herramientas a un trabajador, hasta comunicaciones expresivas y colaborativas muy complejas, como asistencia sanitaria. Por lo tanto, los robots sociales se utilizan de forma que trabajen junto con los humanos en espacios de trabajo colaborativos. Además, los robots sociales están comenzando a ser utilizados en entornos mucho más personales, como el hogar, la atención médica y la educación.
Aunque es probable que la mayoría de estas interacciones sociales sean cooperativas, la definición de un robot social no se limita a solo este tipo de interacción. Además, el comportamiento no cooperativo puede considerarse social en determinadas situaciones. Por ejemplo, el robot podría exhibir un comportamiento competitivo en un ámbito de juego. El robot también podría interactuar con una comunicación mínima o nula. Podría, por ejemplo, entregar herramientas a un astronauta que trabaja en una estación espacial. Sin embargo, es probable que alguna comunicación sea necesaria en algún momento.
Los dos requisitos finales sugeridos para los robots sociales son: la Prueba de Turing para determinar las habilidades de comunicación del robot y las Tres leyes de la robótica de Isaac Asimov para su comportamiento. La utilidad de aplicar estos requisitos en una aplicación del mundo real, especialmente en el caso de las leyes de Asimov, aún se disputa y puede que no sea posible en absoluto. Sin embargo, una consecuencia de este punto de vista es que un robot que solo interactúa y se comunica con otros robots no sería considerado un robot social, pues, para ser social se debe estar ligado a los humanos y su sociedad, la cual define los valores, normas y estándares sociales necesarios. Esto da como resultado robots sociales dependientes de la cultura, ya que los valores, normas y estándares sociales difieren entre culturas.
Esto nos lleva directamente a la última parte de la definición. Un robot social debe interactuar dentro de las reglas sociales asociadas a su función. El papel y sus reglas se definen a través de la sociedad. Por ejemplo, un mayordomo robótico para humanos tendría que cumplir con las reglas establecidas de un buen servicio. Debe ser anticipado, confiable y, sobre todo, discreto. Un robot social debe ser consciente de esto y cumplirlo. Sin embargo, los robots sociales que puedan interactuar con otros robots autónomos también mostrarían comportamientos e interacciones no humanas. En la mayoría de los robots sociales, la complejidad de la interacción entre humanos se abordará gradualmente con el avance de la tecnología de los androides (un tipo de robots humanoides) y la implementación de una variedad de habilidades de comunicación más parecidas a las humanas.

## Interacción social
Las investigaciones han estudiado la participación del usuario con un compañero robot. La literatura presenta diferentes modelos sobre esta preocupación. Un ejemplo es un marco que modela tanto las causas como los efectos de la participación: características relacionadas con el comportamiento no verbal del usuario, la tarea y las reacciones afectivas del compañero para predecir el nivel de participación de los niños.
A muchas personas les incomoda interactuar socialmente con un robot y, en general, la gente tiende a preferir robots más pequeños a grandes robots humanoides. También prefieren que los robots hagan tareas como limpiar la casa en lugar de brindar compañía. A pesar de la renuencia inicial a interactuar con robots sociales, la exposición a un robot social puede disminuir la incertidumbre y aumentar la voluntad de interactuar con el robot. Si las personas tienen una interacción con un robot social que se considera lúdica (en lugar de centrarse en completar una tarea o ser social), es más probable que interactúen con el robot en el futuro.

## Impactos sociales
El uso cada vez más generalizado de robots sociales más avanzados es uno de los varios fenómenos que se espera que contribuyan a la posthumanización tecnológica de las sociedades humanas, a través del cual “una sociedad llega a incluir miembros distintos de los seres humanos biológicos 'naturales' que, de una forma u otra, contribuyen a las estructuras, la dinámica o el significado de la sociedad”.

## Usos en el cuidado de la salud
Los robots sociales se han utilizado cada vez más en entornos sanitarios y una investigación reciente ha estado explorando la aplicabilidad de los robots sociales como un método de intervención en la salud mental para niños. Una revisión de alcance analizó los impactos que tienen robots como Nao, Paro, Huggable, Tega y Pleo en los niños en varios entornos de intervención. Los resultados de este trabajo destacaron que la depresión y la ira pueden reducirse en los niños que trabajan con robots sociales, sin embargo, la ansiedad y el dolor arrojaron resultados mixtos. Se descubrió que la angustia se reduce en los niños que interactúan con robots. Finalmente, esta revisión de alcance encontró que la interacción con los robots impactaba de forma positiva el afecto, de modo que los niños sonreían durante más tiempo y demostraban una mentalidad de crecimiento cuando jugaban. Cabe mencionar que los robots tienen mayores beneficios, ya que pueden usarse en lugar de la terapia asistida por animales en niños alérgicos o inmunodeprimidos. El saneamiento es un tema necesario a considerar, sin embargo, con cubiertas lavables o superficies higienizables, esto se convierte en un problema menor en entornos médicos. Otra revisión analizó datos de estudios anteriores y respaldó que los robots sociales pueden reducir los síntomas negativos que experimentan los niños en entornos de atención médica. Los robots sociales se pueden utilizar como herramientas para distraer a los niños de los procedimientos, como recibir una inyección, y han demostrado la capacidad de reducir el estrés y la experiencia del dolor. Los niños que interactuaron con un psicoterapeuta y un robot asistente para la terapia experimentaron una reducción de la ira, ansiedad y depresión al lidiar con el cáncer en comparación con un grupo de control. Existe evidencia que respalda que el juego libre con un robot mientras se está hospitalizado puede ayudar a los niños a experimentar estados de ánimo más positivos. Es necesario trabajar más para analizar el impacto de los robots sociales en los niños de los pabellones psiquiátricos, ya que la evidencia reveló que a algunos niños les puede desagradar el robot y sentir que es peligroso. En general, se deben realizar más investigaciones para comprender completamente el impacto de los robots sociales en la reducción de los síntomas negativos de la salud mental en los niños, pero parece haber ventajas en utilizar robots sociales en entornos de atención médica.
Se ha demostrado que los robots sociales tienen resultados beneficiosos para los niños con trastorno del espectro autista (TEA). Como muchas personas con trastorno del espectro autista tienden a preferir interacciones predecibles, los robots pueden ser una opción viable para las interacciones sociales. Investigaciones anteriores sobre las interacciones entre niños con TEA y robots han demostrado beneficios positivos, por ejemplo, atención compartida, mayor contacto visual y sincronía interpersonal. Varios tipos de robots tienen el potencial de obtener estos beneficios para los niños con TEA, desde robots humanoides como KASPAR hasta robots caricaturizados como Tito, robots con apariencia de animales como Probo y robots con apariencia de máquinas como Nao. Un problema que puede obstaculizar las ventajas de los robots sociales como herramientas de interacción social para niños con TEA, es el valle inquietante, ya que el inquietante parecido humano de los robots puede ser demasiado estimulante e inductor de ansiedad, como se encontró en un estudio con Keepon. Parece que los robots sociales brindan la oportunidad de aumentar las habilidades sociales en los niños con TEA, y las investigaciones futuras deberían investigar este tema más a fondo.
Las personas con deficiencias cognitivas, como la demencia y la enfermedad de Alzheimer, también pueden beneficiarse de los robots sociales. En su estudio, Moro et al. (2018) utilizó 3 tipos de robots: un robot parecido a un humano llamado Casper, un robot parecido a un personaje llamado Ed, y una tableta, para ayudar a seis personas con deterioro cognitivo leve a preparar una taza de té. Los resultados demostraron que, hasta cierto punto, el robot humanoide era más atractivo para las personas con discapacidades cognitivas, probablemente debido a la expresividad de su rostro en comparación con la expresión mínima de Ed y la tableta. Los participantes también antropomorfizaron más a los robots con apariencia de humano y personaje que a la tableta al dirigirse a ellos y hacer preguntas, lo que indica una preferencia por los robots sociales. Además, los participantes percibieron que el robot con forma de humano era útil tanto en situaciones sociales como para completar las actividades de la vida diaria, mientras que el robot y la tableta con forma de personaje solo se consideraban útiles para las actividades de la vida diaria. Otro estudio de Moyle et al. (2019) investigó el impacto que tendría el proporcionar a un individuo con demencia un robot de juguete, Paro, frente a un juguete de peluche en la percepción del bienestar de los individuos por parte del cuidador y de la familia. Este estudio destacó las formas en que algunos centros de atención a largo plazo pueden tener una estimulación mínima para los pacientes con demencia, lo que puede provocar aburrimiento y una mayor agitación. Después de completar la prueba, se pidió a los cuidadores y familiares que evaluaran el bienestar de la persona con demencia y, en general, se percibió que el grupo que interactuó con Paro era más feliz, más participativo y menos agitado. Uno de los principales problemas con el uso de Paro, a pesar de sus beneficios percibidos, es el costo: las investigaciones futuras deben investigar opciones más rentables para la atención de adultos mayores. Otro problema de la realización de investigaciones entre personas con deficiencias cognitivas y robots sociales es su capacidad para dar su consentimiento. En algunos casos, se puede utilizar el consentimiento informado de los tutores, sin embargo, los beneficios y los riesgos deben sopesarse antes de realizar cualquier investigación. La investigación a largo plazo podría mostrar que los residentes del hogar de ancianos están dispuestos a interactuar con robots humanoides y beneficiarse de la activación cognitiva y física dirigida por el robot Pepper.
También se debe mencionar la ética del uso de robots sociales en la atención médica. Un riesgo potencial de los robots sociales es el engaño: puede haber una expectativa de que el robot pueda realizar ciertas funciones cuando en realidad no puede. Por ejemplo, con una mayor comportamiento humano y rasgos antropomórficos, los humanos que interactúan con robots pueden asumir que el robot tiene sentimientos y pensamientos, lo cual es engañoso. El aislamiento de los ancianos también es un riesgo para los robots sociales, ya que estos robots pueden representar una parte significativa de la interacción social total del individuo. Actualmente, hay poca evidencia sobre los impactos a largo plazo que el contacto humano limitado y el aumento de la interacción del robot pueden tener. Algunos robots sociales también tienen una capacidad de telepresencia incorporada que se puede utilizar para que las personas puedan realizar videoconferencias con la familia, los cuidadores y el personal médico, lo que puede disminuir la soledad y el aislamiento. La capacidad de video de algunos robots es una vía potencial para la interacción social y el aumento de la accesibilidad de las evaluaciones médicas. También se debe respetar la dignidad de las personas que interactúan con robots, pues se ha encontrado que algunos robots, como el peluche Paro, puede hacer sentir a las personas infantilizadas, y las investigaciones futuras deben explorar la mejor manera de aumentar la autonomía de los pacientes que interactúan con robots. Además, la privacidad es otra preocupación ética, ya que algunos robots sociales pueden recopilar y almacenar datos de video o datos de los sensores. Personas podrían infiltrarse en el sistema y hacerse con los datos almacenados, lo que afecta negativamente la privacidad individual. La seguridad de las personas que interactúan con robots es otra preocupación, ya que los robots pueden causar daños accidentalmente, como chocar con alguien y hacer que se caiga. Deben tenerse en cuenta consideraciones éticas antes de introducir robots en entornos sanitarios.

## Ejemplos
Sophia es uno de los robots sociales en desarrollo más conocidos actualmente. Sophia es un robot social humanoide desarrollado por Hanson Robotics, que puede mostrar más de 50 expresiones faciales, además, es la primera persona no humana en recibir un título de las Naciones Unidas.
SoftBank Robotics ha desarrollado múltiples robots sociales semihumanoides que se utilizan con frecuencia en la investigación, incluidos Pepper y Nao. El robot Pepper se usa comercial y académicamente, además de ser utilizado por consumidores en más de mil hogares en Japón.
Otros ejemplos notables de robots sociales incluyen ASIMO de Honda, Jibo, Moxi y Kaspar, diseñados por la Universidad de Hertfordshire para ayudar a los niños con autismo a aprender las respuestas del robot a través de juegos interactivos. Los robots Cozmo y Vector de Anki también entraron en la categoría de robots sociales, pero todos fueron cerrados entre 2018 y 2019.
Los robots sociales no tienen por qué ser necesariamente humanoides. El ejemplo más famoso de un robot social no humanoide es Paro, que tiene forma de foca arpa.

## Otras referencias
- Walter, W. Grey (May 1950). «An Imitation of Life». Scientific American: 42-45.
- Dautenhahn, Kerstin (1994). «Trying to Imitate - a Step Towards Releasing Robots from Social Isolation». Proceedings: From Perception to Action Conference (Lausanne, Switzerland: IEEE Computer Society Press): 290-301. ISBN 0-8186-6482-7. doi:10.1109/FPA.1994.636112.
- Dautenhahn, Kerstin (1995). «Getting to know each other - artificial social intelligence for autonomous robots». Robotics and Autonomous Systems 16 (2–4): 333-356. doi:10.1016/0921-8890(95)00054-2.
- Breazeal, Cynthia L. (2002). Designing Sociable Robots. MIT Press. ISBN 0-262-02510-8.
- Fong, Terrence; Nourbakhsh, Illah R.; Dautenhahn, Kerstin (2003). «A survey of socially interactive robots». Robotics and Autonomous Systems 42 (3–4): 143-166. doi:10.1016/S0921-8890(02)00372-X.